# Richard Baum (Musikwissenschaftler)
Richard Hellmuth Baum (* 8. April 1902 in Esslingen am Neckar; † 6. September 2000 in Kassel) war ein deutscher Musikwissenschaftler und Musikhistoriker.

## Leben

### Familie und Ausbildung
Der evangelisch getaufte Richard Baum, Sohn des Kaufmanns Wilhelm Baum und dessen Ehegattin Klara geborene Schweitzer, legte 1920 das Abitur am Realgymnasium in Esslingen am Neckar (das heutige Georgii-Gymnasium) ab. Danach widmete er sich dem Studium der Literaturwissenschaft an der Eberhard Karls Universität Tübingen, 1921 wechselte er an die Ludwig-Maximilians-Universität München, dort studierte er Musikwissenschaft bei Adolf Sandberger, Literaturwissenschaft und Pädagogik, 1926 wurde er zum Dr. phil. promoviert.
Richard Baum heiratete im Jahre 1936 Margarete geborene Burrey. Dieser Verbindung entstammte ein Kind. Er verstarb im September 2000 im hohen Alter von 98 Jahren in Kassel.

### Beruflicher Werdegang
Richard Baum trat unmittelbar nach seiner Promotion die Stelle als erster Lektor im Augsburger Bärenreiter-Verlag an, der 1927 nach Kassel umzog. Der später zum Cheflektor Ernannte war für diesen Verlag bis zu seiner feierlichen Verabschiedung in den Ruhestand im Jahre 1971 tätig. Richard Baum fungierte in den Jahren 1933 bis 1977 als Erster Vorsitzender des Arbeitskreises für Hausmusik (AfH), seit 1969 Internationaler Arbeitskreis für Musik (IAM). In dieser Funktion zeichnete er verantwortlich für die in den Jahren 1933 bis 1939 sowie seit 1950 jährlich stattfindenden Kasseler Musiktage. Richard Baum hatte die Schriftleitung der Zeitschriften Musik und Kirche (1929–1941) und Hausmusik (seit 1933, später Practica) inne. Von 1962 bis 1977 war er Mitherausgeber der Zeitschrift Musica.
Baum, dessen Engagement mehreren Gremien der musikalischen Jugend- und Erwachsenenbildung galt, wirkte darüber hinaus von 1947 bis 1977 als Schatzmeister der Gesellschaft für Musikforschung sowie von 1955 bis 1975 als Erster Vorsitzender der Landgraf-Moritz-Stiftung. In Anerkennung seiner besonderen Verdienste um die Musikforschung wurde er 1962 mit der Ehrenplakette der Stadt Kassel, 1976 mit der Goethe-Plakette des Landes Hessen ausgezeichnet.

## Publikationen
- Autor
- Joseph Wölfl (1773-1812); Leben, Klavierwerke, Klavierkammermusik und Klavierkonzerte. Dissertation, Universität München 1926,  Bärenreiter-Verlag, Kassel, 1928

- Herausgeber
- Geselliges Chorbuch. Lieder und Singradel in einfachen Sätzen für gemischten Chor. Bärenreiter-Verlag, Kassel, 1938
- Johann Erasmus Kindermann (Autor): Tanzstücke für Klavier "(Cembalo, Clavichord oder andere Tasteninstrumente)". in: Hortus Musicus, 61, Bärenreiter-Verlag, Kassel, 1950
- Alte Weihnachtsmusik für Klavier, Orgel und andere Tasteninstrumente. Choralvorspiele alter Meister, von Advent bis Neujahr. Bärenreiter-Verlag, Kassel, 1953.
- zusammen mit Hermann Peter Gericke: Bruder Singer : Lieder unseres Volkes. Bärenreiter-Verlag, Kassel, 1954
- zusammen mit Wilhelm Ehmann: Carmina nova; zeitgenössische Chormusik für gemischte Stimmen. Bärenreiter-Verlag, Kassel, 1961
- Das Quempas-Buch: Hausmusikausgabe : Lieder für den Weihnachtsfestkreis. Bärenreiter-Verlag, Kassel, 1966
- zusammen mit Wolfgang Rehm: Musik und Verlag. Karl Vötterle zum 65. Geburtstag am 12. April 1968. Bärenreiter-Verlag, Kassel, New York, 1968